# Championnat du monde des voitures de sport 1958
1957 1959
Le Championnat du monde des voitures de sport 1958 est la 6e saison du Championnat du monde des voitures de sport (WSC) FIA. Il est réservé aux voitures de sport qui vont courir à travers le monde dans des courses d'endurance. Il s'est couru du 26 janvier 1958 au 13 septembre 1958, comprenant six courses.

## Calendrier
| Manche | Course                           | Circuit                        | Participants | Date          |
| ------ | -------------------------------- | ------------------------------ | ------------ | ------------- |
| 1      | 1 000 kilomètres de Buenos Aires | Autódromo Oscar Alfredo Gálvez | 26           | 26 janvier    |
| 2      | 12 Heures de Sebring             | Sebring International Raceway  | 65           | 22 mars       |
| 3      | Targa Florio                     | Palermo                        | 38           | 11 mai        |
| 4      | 1 000 kilomètres du Nürburgring  | Nürburgring                    | 54           | 1er juin      |
| 5      | 24 Heures du Mans                | Le Mans                        | 55           | 21 au 22 juin |
| 6      | RAC Tourist Trophy               | Circuit de Goodwood            | 29           | 13 septembre  |

## Résultats de la saison

### Attribution des points
Les points sont distribués aux six premiers de chaque course dans l'ordre de 8-6-4-3-2-1.
Les constructeurs ne reçoivent les points que de leur voiture la mieux classée, les autres voitures du même constructeur ne marquant aucun point.

### Courses
| Manche | Circuit      | Équipe vainqueur              | Résultats |
| Manche | Circuit      | Pilote vainqueur              | Résultats |
| ------ | ------------ | ----------------------------- | --------- |
| 1      | Buenos Aires | #2 Scuderia Ferrari           | Résultats |
| 1      | Buenos Aires | Peter Collins Phil Hill       | Résultats |
| 2      | Sebring      | #14 Scuderia Ferrari          | Résultats |
| 2      | Sebring      | Peter Collins Phil Hill       | Résultats |
| 3      | Palermo      | #106 Scuderia Ferrari         | Résultats |
| 3      | Palermo      | Luigi Musso Olivier Gendebien | Résultats |
| 4      | Nürburgring  | #1 David Brown                | Résultats |
| 4      | Nürburgring  | Stirling Moss Jack Brabham    | Résultats |
| 5      | La Sarthe    | #14 Scuderia Ferrari          | Résultats |
| 5      | La Sarthe    | Phil Hill Olivier Gendebien   | Résultats |
| 6      | Goodwood     | #7 David Brown                | Résultats |
| 6      | Goodwood     | Stirling Moss Tony Brooks     | Résultats |

### Championnat du monde des constructeurs
Seuls les quatre meilleurs résultats des six courses sont pris en compte dans le classement. Les autres points ne sont pas comptabilisés et sont indiqués en italique.
| Pos | Constructeur | BUE | SEB | TAR | NÜR | LMS | RTT | Total |
| --- | ------------ | --- | --- | --- | --- | --- | --- | ----- |
| 1   | Ferrari      | 8   | 8   | 8   | 6   | 8   |     | 32    |
| 2*  | Aston Martin |     |     |     | 8   | 6   | 4   | 18    |
| 3*  | Porsche      | 4   | 4   | 6   | 1   | 4   | 1.5 | 18    |
| 4   | Lotus        |     | 3   |     |     |     |     | 3     |
| 5   | O.S.C.A.     |     |     | 2   |     |     |     | 2     |
| 6   | Jaguar       |     |     |     |     |     | 1   | 1     |

† - Course avortée, la moitié des points est distribuée.

* - Aston Martin est déclaré second par le nombre de victoires, deux, contre une à Porsche.